# Тригоносциадиум
Тригоносциадиум (Trigonosciadium) — небольшой род травянистых растений семейства Зонтичные (Apiaceae), встречающихся на Ближнем Востоке, в Турции и на Кавказе.

## Название
Латинское название образовано от корней др.-греч. τρίγωνος (trigonos) — «треугольный, трёхрёберный» и др.-греч. σκιάδιον, др.-греч. σκιάδειον (skiadion, skiadeion) — «зонтик».
Русскоязычное название является транслитерацией латинского.

## Ботаническое описание[2][3]
Однолетние, двулетние или многолетние растения с природным ареалом в Месопотамии (Ближний Восток), на Кавказе, в Турции.
Корни вздутые, клубневидные.
Стебель более-менее трёхгранный, либо с выступающими гранями в верхней или нижней части. По внешнему виду напоминает представителей рода Tordylium.
Листья перистые, опушенные. Остатки влагалищ прикорневых листьев сохраняются в основании стебля.
Соцветие — сложный зонтик с неравными по длине осями.
Лепестки венчика белые или желтые, сердцевидные, двухлопастные, выемчатые, с широким отогнутым язычком, едва расходящиеся.
Наружных долей околоцветника 4-5, зубцы чашечки более-менее сохраняются на плодах.
Стилоподий (подстолбие) небольшой, узкий или чашевидный, края с волнистыми долями. Столбик пестика утолщается книзу, сохраняется на плодах.
Мерикарпия полуовальная с широким пленчатым краем по обеим сторонам семени, равноудаленным от слегка утолщенной центральной линии. Полуплодики опушенные с 3-5 нитевидными, чуть выступающими ребрами, канальцы под ложбинками одиночные, на спайке — 2-4. Верхушка выемчатая, столбик с коническим основанием. По нижнему краю увенчаны плотными прилистниками, значительно превышающими по размеру выемку. Карпофорум в основании двураздельный. Белок на поперечном срезе уплощенный.

## Классификация

### Таксономия[4]
Trigonosciadium  Boiss., 1753, Ann. Sci. Nat., Bot., sér. 3, 1: 344
Род Тригоносциадиум относится к семейству Зонтичные (Apiaceae) порядка Зонтикоцветные  (Apiales). Кладограмма в соответствии с Системой APG IV:
|  |                                      |  |                                   |                                   |                     |  | ещё 6 семейств |               |                     |                                                      |
|  |                                      |  |                                   |                                   |                     |  |                |               |                     | 6 подтвержденных видов и 1 в статусе "непроверенных" |
|  |                                      |  |                                   | порядок Зонтикоцветные            |                     |  |                |               | род Тригоносциадиум |                                                      |
|  |                                      |  |                                   | порядок Зонтикоцветные            |                     |  |                |               | род Тригоносциадиум |                                                      |
|  | отдел Цветковые, или Покрытосеменные |  |                                   |                                   | семейство Зонтичные |  |                |               |                     |                                                      |
|  | отдел Цветковые, или Покрытосеменные |  |                                   |                                   |                     |  |                |               |                     |                                                      |
|  |                                      |  | ещё 63 порядка цветковых растений | ещё 63 порядка цветковых растений |                     |  |                | ещё 447 родов | ещё 447 родов       |                                                      |
|  |                                      |  |                                   | ещё 63 порядка цветковых растений |                     |  |                |               | ещё 447 родов       |                                                      |

### Виды
- со статусом «подтвержденный» ('accepted')
  - Trigonosciadium brachytaenium  (Boiss.) Alava 
  - Trigonosciadium intermedium  Freyn, & Sint. ex Sint. 
  - Trigonosciadium komarovii  (Manden.) Tamamsch.  — Тригоносциадиум Комарова (син. Манденовия Комарова)
  - Trigonosciadium lasiocarpum  (Boiss.) Alava 
  - Trigonosciadium tuberosum  Boiss. 
  - Trigonosciadium viscidulum  Boiss. & Hausskn. ex Boiss.

- со статусом «непроверенный» ('unchecked')
  - Trigonosciadium solhanense Yıld. & Kılıç

## Синонимы
- Mandenovia Alava (1973) — Манденовия